# Estany de Lanoset
L'Estany de Lanoset és un estany del Pirineu, situat en el terme comunal d'Angostrina i Vilanova de les Escaldes, a l'Alta Cerdanya, de la Catalunya del Nord.
És a prop de l'extrem nord-oest del terme comunal al qual pertany, a prop al nord de l'extrem nord-est de l'Estany de Lanós i a ponent de l'Estany de Roset. És també a prop al sud de la Portella d'Orlú, o de Serra Blanca. És a 2.232,3 metres d'altitud.
L'Estany de Lanoset és un destí sovintejat per les rutes excursionistes del nord del Massís del Carlit.